# Herman Georges Berger
Herman Georges Berger (* 1. August 1875 in Bassens; † 13. Januar 1924 in Nizza) war ein französischer Fechter.

## Erfolge
Herman Georges Berger nahm an zwei Olympischen Spielen teil. 1900 schied er in Paris in den Einzelkonkurrenzen mit dem Florett und dem Degen jeweils in der Vorrunde aus. Bei den Olympischen Spielen 1908 in London erreichte er die Halbfinalrunde des Einzels. Mit der französischen Equipe zog er dagegen nach Siegen über Dänemark und Großbritannien in das Gefecht um Gold gegen Belgien ein. Frankreich blieb in diesem siegreich, sodass Berger gemeinsam mit Gaston Alibert, Charles Collignon, Bernard Gravier, Alexandre Lippmann, Eugène Olivier und Jean Stern Olympiasieger wurde.